# Trofeo Ciudad de Viveiro
El Trofeo Ciudad de Viveiro, en gallego Cidade de Viveiro, es un trofeo amistoso de verano que se disputa anualmente desde 1969 en la ciudad de Vivero, perteneciente a la provincia de Lugo, en la comunidad autónoma de Galicia (España). El organizador es, junto al ayuntamiento local, el Viveiro CF y los partidos se juegan  en el estadio de Cantarrana.
Otros trofeos disputados en la ciudad de Vivero son el ya extinto Trofeo Ministro de Información y Turismo (1953-1976), y los vigentes Trofeo Memorial Luis de Carlos desde 1999 y Trofeo Memorial Antonio Tarrio desde 2004.

## Palmarés
| Año  | Edición | Campeón               | Resultado | Subcampeón                 |
| ---- | ------- | --------------------- | --------- | -------------------------- |
| 1978 | I       | Racing Club de Ferrol | 1-0       | Cultural Deportiva Leonesa |
| 1979 | II      | desconocido           | -         | -                          |
| 1980 | III     | Real Avilés           | 2-1       | Viveiro CF                 |
| 1981 | IV      | Racing Club de Ferrol | 1-1 (pen) | Viveiro CF                 |
| 1982 | V       | CD Ensidesa           | 3-1       | Viveiro CF                 |
| 1983 | VI      | Viveiro CF            | 3-1       | Racing Club de Ferrol      |
| 1984 | VII     | CD Endesa As Pontes   | 1-1 (pen) | Viveiro CF                 |
| 1985 | VIII    | Viveiro CF            | 2-1       | Racing Club de Ferrol      |
| 1986 | IX      | Viveiro CF            | 4-2       | CD Endesa As Pontes        |
| 1987 | X       | Caudal Deportivo      | 1-0       | Viveiro CF                 |
| 1988 | XI      | CD Foz                | 3-1       | UD Xove Lago               |
| 1989 | XII     | Pontevedra CF         | 4-1       | Viveiro CF                 |
| 1990 | XIII    | Viveiro CF            | 3-1       | CD Endesa As Pontes        |
| 1991 | XIV     | Viveiro CF            | 2-1       | CD Lugo                    |
| 1992 | XV      | Viveiro CF            | 4-1       | Racing Club Villalbés      |
| 1993 | XVI     | Viveiro CF            | -         | Fabril Deportivo           |
| 1994 | XVII    | Viveiro CF            | 2-0       | SD Burela                  |
| 1995 | XVIII   | CD Endesa As Pontes   | 2-0       | Viveiro CF                 |
| 1996 | XIX     | CD Ourense            | 3-1       | Viveiro CF                 |
| 1997 | XX      | Viveiro CF            | 2-0       | CD Lugo                    |
| 1998 | XXI     | Viveiro CF            | 2-1       | CD Ourense B               |
| 1999 | XXII    | Racing Club de Ferrol | 2-1       | Viveiro CF                 |
| 2000 | XXIII   | Racing Club de Ferrol | 2-0       | Viveiro CF                 |
| 2001 | XXIV    | Viveiro CF            | 2-1       | SD Burela                  |
| 2002 | XXV     | Viveiro CF            | 1-0       | UD Xove Lago               |
| 2003 | XXVI    | Viveiro CF            | 7-0       | CD Lugo juvenil            |
| 2004 | XXVII   | Viveiro CF            | 2-0       | Racing Club Villalbés      |
| 2005 | XXVIII  | Viveiro CF            | 2-1       | CD Lugo                    |
| 2006 | XXIX    | Viveiro CF            | 2-0       | SD Burela                  |
| 2007 | XXX     | Viveiro CF            | -         | CD Cidade Santiago         |
| 2008 | XXXI    | Viveiro CF            | 1-1 (pen) | SD Burela                  |
| 2009 | XXXII   | CD Endesa As Pontes   | 2-1       | Viveiro CF                 |
| 2010 | XXXIII  | Viveiro CF            | 3-2       | Narón Balompé              |
| 2011 | XXXIV   | SD O Val de Narón     | 1-0       | Viveiro CF                 |
| 2012 | XXXV    | CD As Pontes          | 3-3 (pen) | Viveiro CF                 |
| 2013 | XXXVI   | Viveiro CF            | 2-0       | Real Tapia CF              |
| 2014 | XXXVII  | Racing Club Villalbés | 3-1       | Viveiro CF                 |
| 2015 | XXXVIII | Viveiro CF            | 1-0       | Racing Club Villalbés      |
| 2016 | XXXIX   | Racing Club Villalbés | 2-1       | Viveiro CF                 |
| 2017 | XL      | Viveiro CF            | 3-3 (pen) | Racing Club Villalbés      |
| 2018 | XLI     | Racing Club Villalbés | 4-1       | Viveiro CF                 |
| 2019 | XLII    | Viveiro CF            | 1-0       | Racing Club Villalbés      |
| 2021 | XLIII   | Racing Club de Ferrol | 1-0       | SD Compostela              |
| 2022 | XLIV    | Racing Club de Ferrol | 4-1       | Viveiro CF                 |
| 2023 | XLV     | CD Lugo               | 1-0       | RC Celta de Vigo Fortuna   |
| 2024 | XLVI    | Racing Club Villalbés | 4-1       | Viveiro CF                 |

## Campeones
| Equipo                | Títulos | Ediciones |
| --------------------- | ------- | --- |
| Viveiro CF            | 23      | 1983, 1985, 1986, 1990, 1991, 1992, 1993, 1994, 1997, 1998, 2001, 2002, 2003, 2004, 2005, 2006, 2007, 2008, 2010, 2013, 2015, 2017, 2019 |
| Racing Club de Ferrol | 6       | 1978, 1981, 1999, 2000, 2021 Y 2022 |
| CD As Pontes          | 4       | 1984, 1995, 2009 y 2012 |
| Racing Club Villalbés | 4       | 2014, 2016, 2018 y 2024 |
| Real Avilés           | 1       | 1980 |
| CD Ensidesa           | 1       | 1982 |
| Caudal Deportivo      | 1       | 1987 |
| CD Foz                | 1       | 1988 |
| Pontevedra CF         | 1       | 1989 |
| CD Ourense            | 1       | 1996 |
| SD O Val de Narón     | 1       | 2011 |
| CD Lugo               | 1       | 2023 |